# Metrocafe.pl
Metrocafe.pl (do września 2015: Metro) – ogólnopolska bezpłatna gazeta codzienna, wydawana w latach 1998–2016, skierowana była głównie do czytelników wielkomiejskich. Jej wydawcą była Agora.
Dziennik ukazywał się od poniedziałku do piątku w największych miastach Polski. Wydania różniły się między sobą nieznacznie dla poszczególnych miast (m.in. lokalnymi reklamami, które publikowała gazeta). „Metro” dystrybuowane było przez kilkuset kolporterów w najruchliwszych punktach miast oraz na skrzyżowaniach, docierając zarówno do pieszych, jak i kierowców. Sieć dystrybucji obejmowała dodatkowo stojaki w niektórych miastach, rozmieszczone m.in. w centrach handlowych, kawiarniach, restauracjach McDonald’s, urzędach, szkołach i domach studenckich oraz dworcach kolejowych.
Od sierpnia 2007 ukazywało się także e-wydanie Metra. Od września 2015 do likwidacji wersja papierowa, jak i serwis internetowy ukazywały się jako Metrocafe.pl.
Redaktorem naczelnym dziennika była m.in. Anna Gąsiorowska.
Ostatni numer został wydany 14 października 2016.

## Wyróżnienia
- II nagroda w konkursie Izby Wydawców Prasy GrandFront 2010 za okładkę wydania specjalnego z dnia 11 kwietnia 2010, poświęconego katastrofie smoleńskiej,
- Young Reader Newspaper of the Year 2010 w konkursie World Young Reader Prize[3]
- Brązowa Chimera czwartej edycji Międzynarodowego Konkursu Projektowania Prasowego Chimera za okładkę specjalnego wydania popołudniowego z dnia 7 lipca 2005, poświęconego zamachom w Londynie[4]
- 3 wyróżnienia w konkursie Izby Wydawców Prasy na Prasową Okładkę Roku GrandFront 2006 (okładki nr 952, 975, 959)[5]
- wyróżnienie w konkursie Izby Wydawców Prasy na Prasową Okładkę Roku GrandFront 2005 (okładka nr 522)[6]